# بامنا اپازیلا
بامنا اپازیلا (به لاتین: Bamna Upazila) یک منطقهٔ مسکونی در بنگلادش است که در ناحیه برگونه واقع شده‌است. بامنا اپازیلا ۱۰۱٫۰۵ کیلومتر مربع مساحت و ۶۵٬۹۶۵ نفر جمعیت دارد.